# 成城大學
成城大學（日语：／ Seijo daigaku）是一所位於日本東京世田谷區的私立大学，創立於1950年。大学的简称为“成城大”。

## 校名由來
“成城”一詞取自中國《詩經》“大雅篇”當中的“哲夫成城”。“哲夫”為智者賢人之意，而“城”指的是“國”，所以“哲夫成城”的意思就是：聖賢興邦治國。

## 學校簡介
成城大學隸屬於“學校法人成城學園”。成城學園坐落於東京都世田谷區成城，離電車小田急線“成城學園前”站僅10分鐘左右（步行）路程。從校園內較高的樓層可望見有“東京天空樹”之稱的東京晴空塔。
成城學園設置：成城幼兒園、成城小學、成城中學（初中、高中）、成城大學（含研究生院）。

## 校史沿革
成城大學的歷史沿革較為復雜，略陳如下：
1910年代，澤柳政太郎（1865.05.17-1927.12.24）就任“成城學校”第九任校長。就任之後，澤柳政太郎為了改造日本的初等（小學）教育，於1917年在“成城學校”當中開設了“成城小學校”作為“試驗田”。之後，於1926年創設了“成城高等學校”，1927年創設了“成城高等女學校”，並遷往世田谷區。1950年，以此兩校為主體，成城大學宣告成立。
另外，雖然“成城學校”與現在的成城大學之間已無任何關聯，但饒有趣味的是，設立於1885年的“成城學校”（現在的“成城中學・高等學校”，地處新宿區，與成城學園無關），作為當時日本陸軍士官學校的預備校極富盛名，許多清朝留學生亦曾就讀於此，而這些人對中國近代歷史產生了重要的影響，例如：蔣介石、蔡鍔、劉成禺、陳獨秀、歐陽予倩、方聲濤、吳玉章、王揖唐、唐繼堯、程潛、趙恒錫、李烈鈞、孫傳芳、孫武、何成浚、閻錫山、尹昌衡、黃郛、吳思豫、張群、姜登選、楊宇霆、熙洽、何應欽、臧式毅、蘇曼殊等等。

## 現任校長
油井 雄二（2010年4月1日至今）

## 學部
- 經濟學部
  - 經濟學科
  - 經營學科
- 文藝學部
  - 國文學科
  - 英文學科
  - 藝術學科
  - 文化史學科
  - 大眾傳播學科
  - 歐洲文化學科
- 法學部
  - 法律學科
- 社會革新學部
  - 政策革新學科
  - 心理社會學科

## 研究所
- 經濟學研究科
- 文學研究科
- 法學研究科

## 附屬機構
- 研究設施
  - 民俗學研究所
  - 經濟學研究所
  - 現代法學研究室
  - 教育研究所
- 圖書館
- 媒體網路中心
- 訓練中心
- 法學部資料室
  - 國家考試對策文庫
- 國際交流室

## 海外协定校

### 美國
- 威斯康星大学密尔沃基分校
- 蒙大拿大學
- 普渡大學

### 英國
- 雪菲爾大學

### 澳大利亚
- 紐卡索大學

### 德国
- 埃尔朗根-纽伦堡大学

### 比利時
- 荷语天主教鲁汶大学

### 法國
- 斯特拉斯堡大學

### 中國大陸
- 清華大學
- 復旦大學
- 浙江工商大學

### 台灣
- 中國文化大學
- 長庚大學

### 韓國
- 首爾市立大學

## 知名校友
- 學術研究
  - 石原千秋：早稻田大学教育学部教授
  - 关满博：一桥大学教授
  - 三浦佑之：千叶大学教授
  - 宫胁真彦：早稻田大学教育学部教授
  - 巖崎竹彥：熊本大學準教授
  - 大月隆寬：札幌國際大學教授
  - 近藤一弥：东北艺术工科大学教授

- 政治
  - 江藤拓：眾議院議員（自民黨）宮崎2區
  - 小宮山洋子：眾議院議員（民主黨）厚生勞動副大臣
  - 羽田孜：眾議院議員（民主黨）長野3區 第80代內閣總理大臣
  - 中山泰秀：前眾議院議員（自民黨）大阪4區
  - 小室直义：富士宫市市长

- 文學
  - 荻原浩：小说家
  - 小野俊太郎：文艺评论家
  - 鸿巢友季子：翻译家
  - 佐藤亚纪：小说家
  - 小中千昭：脚本家、作家
  - 佐藤哲也：小说家
  - 齐藤美奈子：文艺评论家
  - 椎名樱子：小说家、写真家

- 經濟
  - 豐田皓：富士電視臺代表董事社長
  - 山本敏雄：京王百货公司社长
  - 水谷广司：协荣产业社长
  - 宫岛和美：Fancl会长
  - 绵贯胜介： トナミ运输总经理
  - 泉龙彦：クラリオン社长
  - 本莊良一：ロジコム社長
  - 八木康行：リンガーハット总经理

- 文藝
  - 永山耕三：日剧导演
  - 田村正和：演员
  - 森山良子：歌手
  - 及川光博：演员、歌手
  - 铃木保奈美：演员
  - 鹤田真由：演员
  - 木村佳乃：演員
  - 小泽征悦：演员
  - 小松久：作词作曲家
  - 吉村元希：映画监督、脚本家、漫画原作者
  - 大林宣彦：映画监督
  - 田中诚：映画监督
  - 田中瞳：東京電視台新聞主播
  - 深作健太：脚本家、映画监督
  - 福田雄一：剧作家、放送作家、映画监督
  - 武藤十梦（AKB48）：偶像

## 外部連結
- 成城大學網站 （页面存档备份，存于）